# Frank Jürgen Krüger
Frank Jürgen Krüger, Künstlername Eff Jott (* 24. Dezember 1948 in Berlin; † 26. April 2007 ebenda), war ein deutscher Rockmusiker.

## Leben und Wirken
Geboren in Berlin-Weißensee, erlernte Frank Jürgen Krüger das Handwerk des Werkzeugmachers und studierte später Maschinenbau.
Er kam ursprünglich aus der Jazz- und Bluesszene, wo er als Gitarrist mit der Band X-Pectors durch die Szeneclubs West-Berlins tingelte. Gemeinsam mit dem Bassisten Ernst Ulrich Deuker, dem Schlagzeuger Hans-Joachim Behrendt, der zuvor bei Volker Kriegels Mild Maniac Orchestra aktiv war, und der Sängerin und Keyboarderin Annette Humpe gründete er im Frühjahr 1980 die Band Ideal, die gleich mit der ersten Single, Berlin, einer Lokalhymne auf die damalige Mauerstadt, bekannt wurde. Das Debütalbum, auf dem Krüger bei dem Song Hundsgemein auch als Sänger zu hören ist, erschien Ende 1980 und verkaufte sich mehr als eine Million Mal. Mit weiteren Songs wie Blaue Augen und Monotonie wurde Ideal zu einer der wichtigsten Bands der Neuen Deutschen Welle. 1983 löste sich die Band auf – Barry Graves’ Rocklexikon mutmaßte, weil die Männer mehr Mitbestimmung von Anette Humpe einforderten. Anschließend erschien noch ein Live-Album.

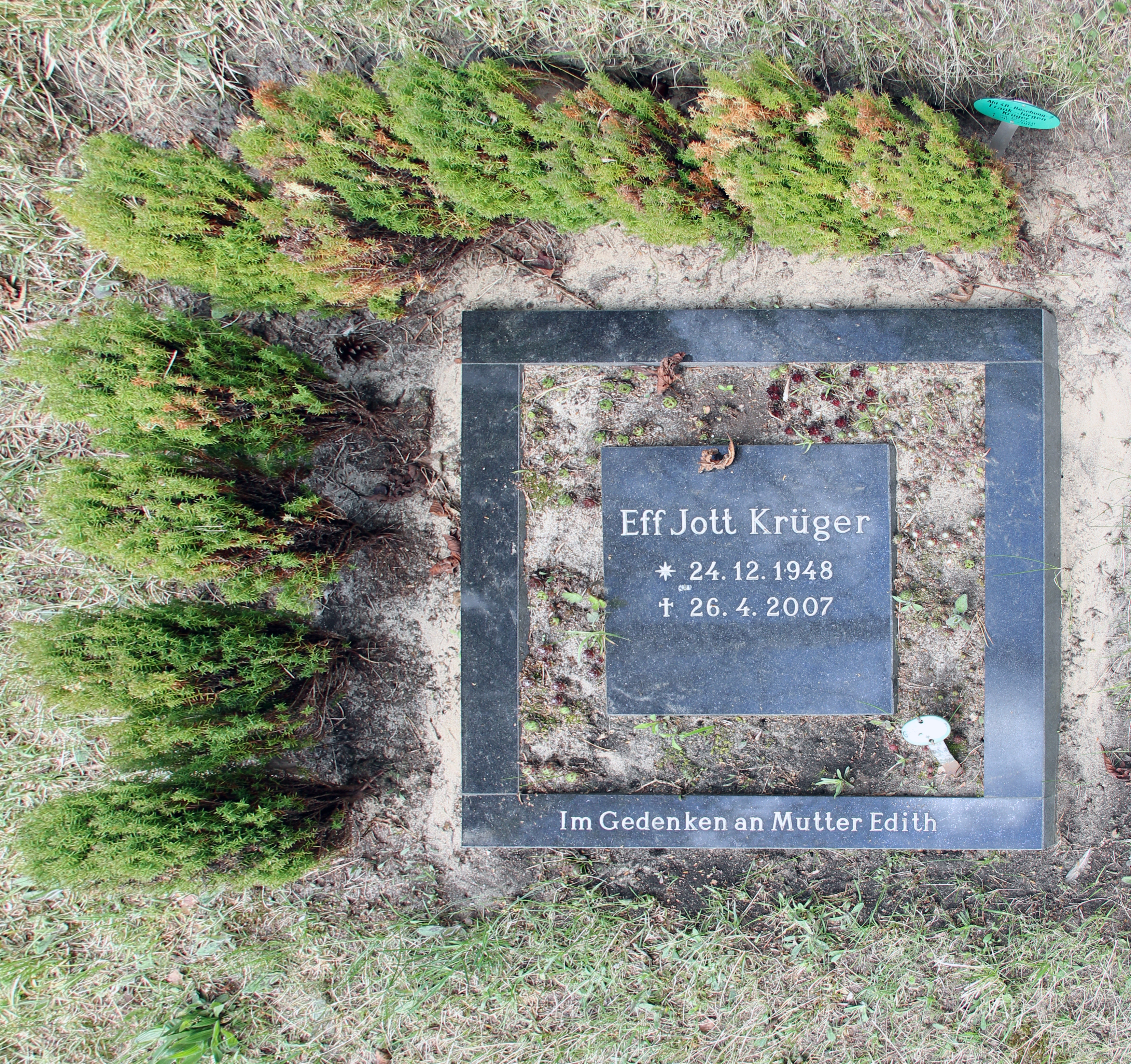
Grab von Eff Jott Krüger auf dem Friedhof Heerstraße in Berlin-Westend

Eff Jott Krüger spielte in der Folgezeit für Kralle Krawinkel (von Trio), Ash Ra Tempel und Alphaville. 1994 stieg Krüger bei der Berliner Band Lassie Singers ein. Als gefragter Gitarrist war er auf vielen weiteren Musikproduktionen vertreten, daneben auch auf Soundtracks und vereinzelt auch als Backgroundsänger.
Frank Jürgen Krüger starb am 26. April 2007 in einem Berliner Krankenhaus an den Folgen eines langjährigen Krebsleidens. Er hinterließ einen Sohn. Sein Grab befindet sich auf dem landeseigenen Friedhof Heerstraße in Berlin-Westend (Grablage: 4-B-Böschung-2).
Wolfgang Niedecken widmete ihm 2008 den Song Kron oder Turban.

## Trivia
Krüger sammelte Oldtimer-Pkw; er besaß mehrere Mercedes-Benz und Maseratis, verkaufte sie weiter oder verlieh sie an Eventfirmen und Filmproduktionen; dies brachte ihm auch Kleindarstellerrollen ein wie die an der Seite von Kenneth Branagh als dessen Fahrer in dem Doku-Drama Die Wannseekonferenz und als Gestapo-Offizier in dem Dokumentarfilm Rote Kapelle von Stefan Roloff.
Mit seinem lichten und kurzen Haar sah er für einen Rockmusiker etwas ungewöhnlich aus. Deswegen behauptete er während seiner Zeit bei Ideal scherzhaft, 53 Jahre alt gewesen zu sein. In Wahrheit war er 20 Jahre jünger.